# Verbuvata, Hrîstînivka
Verbuvata (în ucraineană Вербувата) este localitatea de reședință a comunei Verbuvata din raionul Hrîstînivka, regiunea Cerkasî, Ucraina.

## Demografie
Componența lingvistică a localității Verbuvata
     Ucraineană (99,3%)
     Alte limbi (0,7%)
Conform recensământului din 2001, majoritatea populației localității Verbuvata era vorbitoare de ucraineană (99,3%), existând în minoritate și vorbitori de alte limbi.